# نصير الشباب
نصير الشباب هو الشخص البالغ الذي يعمل وفقًا للمصالح الفضلى للشباب الذين يعملون معه.  الغرض العام من نصير الشباب هو التأكد من أن الشباب يحافظون على الحقوق الإنسانية أثناء المساعدة في تطوير المهارات في جميع مجالات الحياة مثل التعليم والصحة والإسكان والتوظيف والعلاقات وما إلى ذلك. ويهدف نصير الشباب إلى منع الشباب من التعرض لنقصان الثقة بالنفس أثناء التفاعل مع الكبار الذين يتقلدون أدوارًا مهنية تحكمية في حياتهم.  ومن أمثلة هؤلاء المحامون والمدرسون والقضاة وما إلى ذلك.  ويصف ترافيس لويد، أحد المتحدثين في الموضوع، نصير الشباب بأنه الشخص الذي يلعب دورًا داعمًا في العمليات الاجتماعية والقانونية في حياة الشباب، لا سيما الشباب المشرد والشباب الذي يفتقر إلى الدعم الأسري.  في ضوء الجوانب القانونية، تصف الرابطة الوطنية لمحاكم الشباب نصير الشباب بأنه الشخص الذي يقدم الدعم للشباب من المدعى عليهم أثناء الاستماع.